# Nghĩa Dân
Nghĩa Dân là một xã thuộc tỉnh Hưng Yên, Việt Nam.

## Địa lý
Xã Nghĩa Dân nằm ở phía bắc của tỉnh Hưng Yên, có vị trí địa lý:
- Phía đông giáp xã Nguyễn Trãi.
- Phía nam giáp xã Hiệp Cường và xã Lương Bằng.
- Phía tây và tây nam giáp xã Chí Minh và xã Đức Hợp.
- Phía bắc giáp xã Xuân Trúc và xã Việt Tiến.

## Lịch sử
Ngày 16 tháng 6 năm 2025, Ủy ban Thường vụ Quốc hội ban hành Nghị quyết số 1666/NQ-UBTVQH15 về việc sắp xếp các đơn vị hành chính cấp xã của tỉnh Hưng Yên năm 2025. Theo đó, sắp xếp toàn bộ diện tích tự nhiên, quy mô dân số của các xã Đồng Thanh (huyện Kim Động), Vĩnh Xá, Toàn Thắng và Nghĩa Dân thành xã mới có tên gọi là xã Nghĩa Dân.

## Kinh tế - xã hội
Hiện nay kinh tế của xã chủ yếu là nông nghiệp trồng lúa thuần túy.

## Giáo dục
Hiện trên địa bàn xã có đầy đủ 4 cấp học gồm:
- Trường THPT Nghĩa Dân
- Trường THCS và TH Nghĩa Dân
- Trường MN xã Nghĩa Dân (trường đã đạt chuẩn quốc gia năm 2007).

## Giao thông
Quốc lộ 39A, Quốc lộ 38, đường nối Cao tốc Hà Nội - Hải Phòng với cao tốc Cầu Giẽ - Ninh Bình chạy qua phía Đông Bắc của xã.